# 1769年大彗星
1769年大彗星（Great Comet of 1769），正式命名為C/1769 P1，是一顆1769年肉眼可見的彗星。由於其非凡的亮度，它被認為是大彗星之一。

## 觀測史
1769年8月8日深夜，查爾斯·梅西耶在巴黎海軍天文台用望遠鏡對天空進行例行掃描，他發現白羊座地平線上方有一個小星雲。第二天，他用肉眼看到了它，並根據星空中的運動確認它是一顆彗星。
八月下旬，隨著彗星繼續靠近太陽和地球，它變得越來越明顯。8月15日，梅西耶已經看到了一條6°長的尾巴。喬瓦尼·多梅尼科·馬拉迪和塞萨尔-弗朗索瓦·卡西尼·德·蒂里從8月22日開始觀察這顆彗星，最初使用望遠鏡，後來則是用肉眼觀察。
8月24日，中國宮廷天文學家首次報告在東南方出現一顆「掃帚星」。8月26日早上，讓·弗朗索瓦·瑪麗·德·蘇維爾（Jean François Marie de Surville）在菲律賓附近的一艘船上看到了它，並形容它“彎曲……[但]不明亮”。
彗星的亮度仍持續增加。8月28日，當Eustachio Zanotti在波隆那觀察它時，梅西耶當天晚上注意到了一條15° 長的尾巴。8月30日早上，詹姆斯·庫克乘坐奮進號在南太平洋航行時首次看到了這顆彗星。在黑暗的天空中，他能夠發現一條超過42°長的尾巴，而一天之後，馬拉迪和卡西尼僅觀察到18°長的尾巴。 這種差異顯然是當地能見度條件所造成的。
1769年8月底，許多船隻都看到了這顆彗星，但這些報告幾乎沒有包含更多資訊。9月3日，梅西耶在發現尾巴長 36°，兩天後又發現尾巴長43°。彗尾呈現出弧度，而彗頭則顯得略帶紅色。在接下來的幾天裡，彗尾可以看到明亮的平行光線。之後尾巴變得越來越長，9月9日，梅西耶測量到彗星尾巴的長度為55°。
根據梅西耶的觀測，到9月10日彗星最接近地球時，彗尾長度已經達到60°。9月11日，亞歷山大·居伊·潘格雷在特內裡費島和加地斯之間的一艘船上觀察到一條超過90°長的尾巴，但只有前40°非常明亮，而尾巴末端則極其微弱。
隨著九月的到來，這顆彗星在黃昏時變得越來越難以觀測，可見的彗尾也縮小了。梅西耶最後一次看到它是在9月16日，馬拉迪則在9月18日黃昏時看到它。
熱羅姆·拉朗德在9月計算了會星初步軌道要素，根據該結果，彗星通過近日點的時間應為10月7日。從10月中旬開始，不少科學家又開始尋找這顆彗星。10月23日，皇家格林威治天文台發現彗星，尾巴短而寬且弱。一天後，梅西耶在傍晚的天空中再次看到它—肉眼仍然可見，但很難看到。在望遠鏡中他發現了一個明亮的核心和一個僅長2°的尾巴。10月25日，約瑟夫·路易斯·拉格朗日在米蘭看到了一條蒼白的尾部，但核心比9月的顏色更淺。
11月，這顆彗星仍在被許多觀測者追踪，但只有梅西耶記錄了準確的描述。11月17日，這顆彗星變得更加暗淡，彗尾長1.5°，但在11月18日之後，梅西耶就無法再用肉眼看到它，只能透過望遠鏡進行進一步觀測。中國報道指出，這顆彗星已於11月25日「完全消失」。梅西耶和馬拉迪最後一次看到這顆彗星是12月1日。 12 月 3 日晚上，只有 Pehr Wilhelm Wargentin能夠追蹤到彗星。
9月22日，這顆彗星達到了0等的最大亮度。